# Polygala kimberleyensis
Polygala kimberleyensis är en jungfrulinsväxtart som beskrevs av R.A.Kerrigan. Polygala kimberleyensis ingår i släktet jungfrulinssläktet, och familjen jungfrulinsväxter. Inga underarter finns listade i Catalogue of Life.